# Izvoru Crișului (gmina)
Izvoru Crișului – gmina w Rumunii, w okręgu Kluż. Obejmuje miejscowości Izvoru Crișului, Nadășu, Nearșova i Șaula. W 2011 roku liczyła 1632 mieszkańców.